# Балкарци
Балкарците, наричани по-рядко балкари (самоназвание: аланла „планинци“, карачаево-балкарски: малкъар, мн. число малкъарла) са тюркски народ, населяващ Кавказкия регион, титулен народ в Кабардино-Балкария. Техният карачаево-балкарски език е от северозападната (куманска) подгрупа на тюркските езици. Карачаево-балкарският език е близък до кримскотатарския и кумикския език.
В наши дни балкарците наброяват около 60 хил. души и населяват главно руската република Кабардино-Балкария.

## История
В руските документи балкарците се споменават за първи път през 1629 г. В грузинските източници през XIV – XVIII век балкарците са известни под името басиани. Осетинците ги наречат асон, асиаг „аси“, сваните – сауары „планинци“, кабардинците – къушхьэ „планинци“. На територията на Кабардино-Балкария се срещат много осетински топоними.
В средновековието на народа му се налага да отстоява независимостта си срещу най-различни завоеватели, сред които са черкезките племена на кабардинците в 16 век. През 1827 г. балкарските князе полагат клетва за вярност към руския император, а той от своя страна им гарантира запазване на обичайното право „адет“ и защита от неприятели, и така земите на Кавказка Балкария влизат в състава на Руската империя. В 1922 г. е образувана „Кабардино-Балкарска“ автономна област, която в 1936 г. е въздигната в АССР. В 1942 г. войските на Вермахта овладяват Кавказ и връх Елбрус. Въпреки че във Втората световна война Кабардино-Балкария сформира 115-а Кабардино-Балкарска кавалерийска дивизия под командването на А. Ф. Скороход, която твърдо се сражава в битките за Кавказ и Сталинград, в 1944 г. балкарците стават жертва на Сталинските репресии. Те са обвинени от диктатора в колаборационизъм с Германия и всички са депортирани в Сибир и Средна Азия. Кабардинците обаче остават и републиката е преименувана само на Кабардинска АССР. В 1957 година, при Хрушчов балкарците са реабилитирани и оцелелите се завръщат в родината си, като Кабардино-Балкарската АССР е възстановена.